# Okrug
Okrug (russo: о́круг, romanizado: ókrug; búlgaro: окръг, romanizado: okrag, pronúncia [ˈɔkrɐk]; sérvio: округ, romanizado: okrug, pronúncia [ôkruːɡ]; ucraniano: о́круг, romanizado: о́kruh; bielorrusso: акруга, romanizado: akruha; polonês: okręg; abecásio: оқрҿс; mari: йырвел, romanizado: jyrvel) é um tipo de divisão administrativa em alguns Estados eslavos. A palavra okrug é uma palavra traduzida alternativamente como área, distrito ou região.
Etimologicamente, okrug significa literalmente 'circuito'. Em significado, a palavra é semelhante ao termo alemão Bezirk ('distrito') e à palavra francesa arrondissement; todos os quais se referem a algo "cercado" ou "rodeado".

## Império Russo

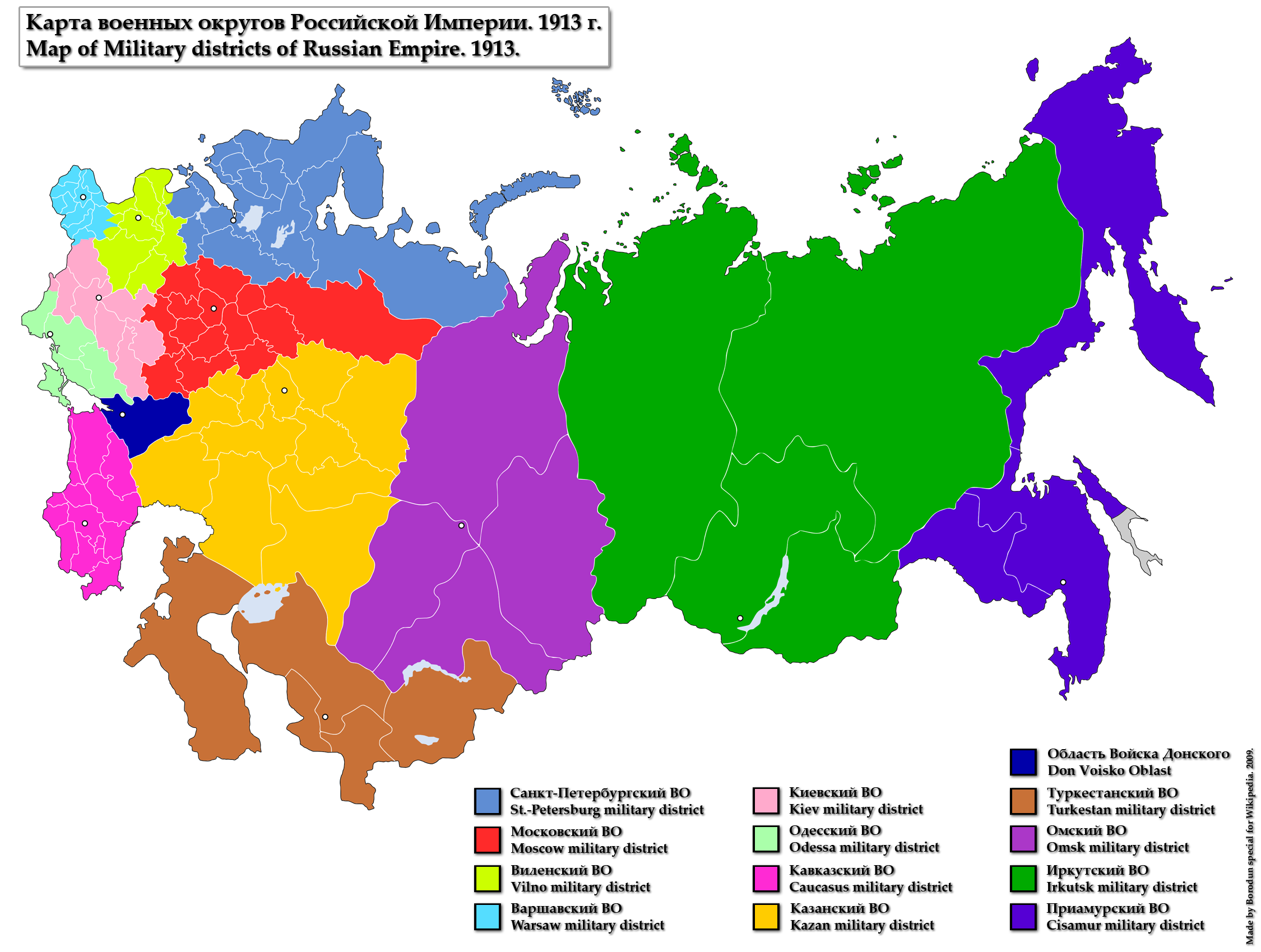
Distritos militares do Império Russo (1913)

Okrug é uma unidade administrativo-territorial criada em 1719 durante a reforma regional de Pedro I. Em 1727, todos os "okrugs" de Pedro foram renomeados como uezdes.
Posteriormente, à medida que o império se expande nos oblasts e gubernias recém-criadas (principalmente não europeias, assim como no Mar Negro), a palavra russa okrug (em russo:  о́круг) ou okruga (em russo:  окру́га) começa a ser usada para designar unidades administrativo-territoriais de base. A forma da palavra masculina ou feminina em relação a um único território não era intercambiável; após seu estabelecimento, a correção da nomenclatura foi determinada por materiais de referência e estatísticos. Assim, nos materiais do censo de 1897, tanto as okrugas quanto os okrugs estão presentes ao mesmo tempo. Este tipo de unidade de divisão administrativo-territorial persistiu até 1917, e em alguns locais até mais tarde.
No início do século XIX, foram criados okrugs externos e internos no território dos cazaques.
Até a década de 1920, os okrugs eram distritos administrativos em hostes cossacas, como os Cossacos do Don.

## Federação Russa

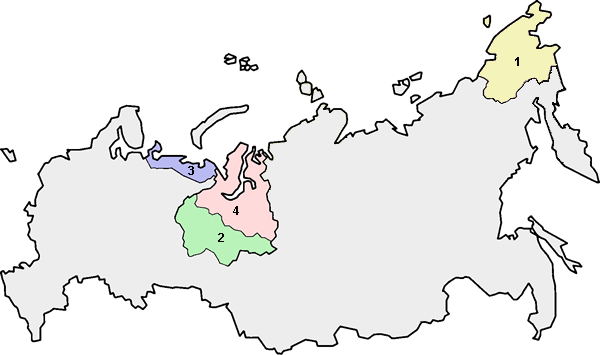
Distritos autônomos da Rússia

Na atual Federação Russa, o termo okrug é traduzido como distrito ou processado diretamente como okrug, e é usado para descrever os seguintes tipos de divisões:

Distritos Federais da Rússia

- Distritos Federais (em russo:  Федеральные округа, transl. federalni okrug), como o Distrito Federal da Sibéria.
- Okrugs autônomos (em russo:  Автономный округ, transl. avtonomni okrug), como o Okrug Autônomo de Chukotka.